# Raymond Flacher
Raymond Mathieu Pierre Flacher, né le 24 octobre 1903 dans le 17e arrondissement de Paris et mort le 4 septembre 1969 à Neuilly-sur-Seine, est un escrimeur français maniant le fleuret.

## Carrière
Raymond Flacher participe à l'épreuve collective d'épée lors des Jeux olympiques d'été de 1928 à Amsterdam et remporte la médaille d'argent.